# Akershus (provincie)
Akershus (uit het Oudnoords akr (akker) en hús (burcht of kasteel)) is een fylke van Noorwegen. In Akerhus woont 10,5% van het totaal aantal inwoners van Noorwegen. De provincie is verdeeld in 21 gemeenten (3 stadsgemeenten) en grenst aan de provincies Hedmark, Oppland, Buskerud, Oslo en Østfold. Ook grenst het over een korte afstand aan Värmland in Zweden. Het is de enige Noorse provincie waarvan de hoofdstad in een andere provincie (Oslo) ligt.
In deze provincie zijn zowel boerenbedrijven als industrie te vinden, alsook (wetenschappelijke) onderzoeksfaciliteiten en archeologische opgravingen.
Eidsvoll, 48 km ten noorden van Oslo, is een plaats van nationaal belang. In 1814 kwam hier het eerste Noorse parlement (de Storting) bijeen en op 17 mei van dat jaar werd er de Noorse Grondwet aangenomen. Akerhus werd per 1 januari 2020 opgeheven en ging op in de nieuwe provincie Viken. Voor de verkiezingen van het Noorse parlement bleef de oude provincie nog wel bestaan als kiesdistrict.
Per 1 januari 2024 is Akershus na de opdeling van Viken opnieuw een van de Noorse provincies.

## Geschiedenis
Deze provincie kwam als Akershus len tot stand rondom 1450-1500. Het gebied was echter veel groter dan de huidige provincie. Toen vielen zowel de huidige provincies Hedmark, Oppland, Buskerud en Oslo als de gemeenten Askim, Eidsberg en Trøgstad (Østfold) onder Akershus. Hierdoor was Akershus in de 15e eeuw het len dat het meeste geld opleverde. De leiders resideerden toen in het door Haakon V gebouwde kasteel.
Gamle Aker district, dat grote gedeeltes van het huidige Oslo bevatte, valt sinds 1 januari 1948 niet meer onder Akershus. In Aker herred vielen de stadsdelen (Noors: sogn hetgeen ook parochie kan betekenen) Ullern, Vestre Aker, Østre Aker en Nordstrand. Delen van het centrum van de stad Oslo zoals Studenterlunden aan de hoofdstraat Karl Johans gate behoorden in feite tot Vestre Aker.
- 1662 Akershus is officieel een amt (provincie).
- 1685 Buskerud wordt losgemaakt en krijgt zelf de status amt.
- 1768 Hedmark en Oppland worden als Oplandenes amt zelfstandig.
- 1842 Christiania (later weer Oslo) wordt afgescheiden als separaat amt.
- 1948 Op 1 januari wordt het district Gamle Aker afgescheiden van Akershus en aan de provincie Oslo toegevoegd.
- 2020 Op 1 januari wordt de provincie opgeheven en onderdeel van de provincie Viken.
- 2024 Op 1 januari wordt Viken terug opgesplitst

## Bestuurlijke indeling

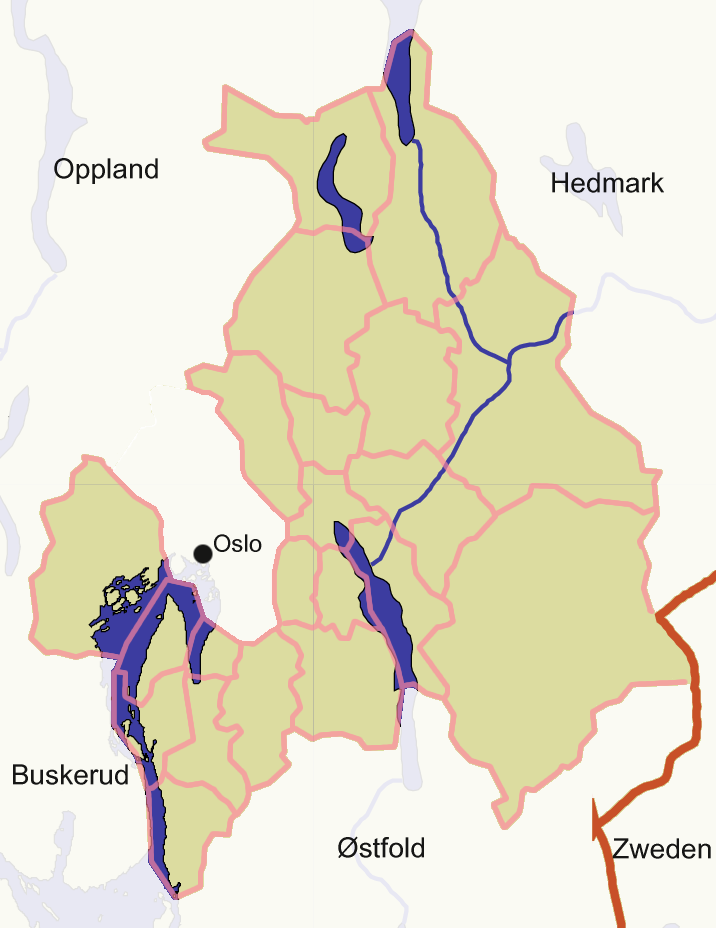
Gemeente-indeling

- Øvre Romerike district
  - Eidsvoll
  - Gjerdrum
  - Hurdal
  - Nannestad
  - Nes
  - Ullensaker
- Nedre Romerike district
  - Aurskog-Høland
  - Fet
  - Lørenskog
  - Nittedal
  - Rælingen
  - Skedsmo
  - Sørum
- Vestområdet
  - Asker
  - Bærum
- Follo district
  - Ås
  - Enebakk
  - Frogn
  - Nesodden
  - Oppegård og Ski, nu Nordre Follo
  - Vestby
- Vanaf 2024
  - Lunner
  - Jevnaker

## Bestuurskundige lagen

### Lokaal niveau
De provincie Akershus wordt door Akershus fylkeskommune (vertaling: provincie-gemeente) bestierd, die vervolgens onder het fylkesting valt. Om de vier jaar worden zowel de leden van het fylkesting als de leden van de gemeenteraden door de bewoners van de provincie gekozen. De hoogste politieke leider is de fylkesordfører, terwijl de fylkesrådmann de bestuurskundige leider is.

### Nationaal niveau
Fylkesmannen i Oslo og Akershus vertegenwoordigde de Noorse staat op provinciaal niveau. Het ambt stond onder leiding van een fylkesmann.

## Aardrijkskundige indeling
Qua oppervlakte is dit een van de kleinste en tegelijkertijd een van de dichtstbevolkte provincies. Akershus is gesitueerd zowel ten oosten als ten westen van de provincie Oslo. Ten westen van Oslo ligt het kleinste gedeelte, Vestområdet (Westelijk district), de gemeentes Asker en Bærum. Deze vormen een exclave tussen Oslo en Buskerud. Ten oosten van Oslo zijn de gemeenten van Akershus in te delen in het district Follo in het zuidwesten en Romerike in het noorden en oosten. Een deel van het meer Mjøsa en de rivier Glomma valt ook onder Akershus.
Het landschap van Akershus is gevarieerd, van de kust met kleinere dorpen via steile rivierdalen, naar bossen en weiden met meer dan 1000 verschillende soorten planten. Van de zilte Oslofjord aan de kust naar de vele riviertjes, watervallen, natte landschappen en meren met vele verschillende zoetwatervissen.
Het meeste graan in Noorwegen wordt hier verbouwd, ondanks dat Akershus door de vele dichtbevolkte voorsteden van Oslo een van de dichtstbevolkte gebieden van het land is.

### Feiten
- De provincie is vernoemd naar Akershus festning, een middeleeuws kasteel.
- Steden (stadsrechten): Lillestrøm (Skedsmo gemeente (1997)), Sandvika (Bærum gemeente (2003)), Ski (Nordre Follo gemeente (2004)).
- Rivieren: Vorma en Glomma (door meerdere provincies). Nitelva, Leira, Rauma, Andelva, Årungenelva, Gjersjøelva, Hølenselva, Sandvikselva en Askerelva (in Akershus).
- Meren: bijna 3000 grotere en kleinere meren hebben een gezamenlijke oppervlakte van 370 km². De grootste zijn Øyeren en Hurdalssjøen. Mjøsa is gedeeltelijk gelegen in Akershus.
- Bos: 3293 km²
- Landbouw: 844 km²
- Bergen: Fjellsjøkampen (812 m), Marifjell (717 m), Skreikampen (698 m), Blekketjernshøgda (613 m), Ursknappen (501 m), Hagahogget (458 m), Prekestolen (408 m).
- Bekende mensen uit Akershus:

Simen Agdestein, grootmeester in het schaken.
Gro Harlem Brundtland, politica en oud-premier.
Henrik Wergeland, poëet, voorvechter voor onafhankelijkheid van Denemarken zowel cultureel als met betrekking tot taal.
Trygve Magnus Haavelmo, econoom, Prijs van de Zweedse Rijksbank voor economie 1989.

## Cultuur
Deze provincie heeft veel verschillende bezienswaardigheden, over meerdere eeuwen verdeeld, de drie die hieronder worden genoemd zijn enkel voorbeelden.
- Feiring Jernverk (IJzergieterij): In bedrijf tussen 1806 en 1818. Hier kan de enige overgebleven hoogoven die bij het winnen van ijzer werd gebruikt worden gevonden (Noors: masovn).
- De smaragdmijnen te Minnesund zijn gelegen aan het zuidelijke uiteinde van het meer Mjøsa. Dit zijn de enige smaragdmijnen in Noord-Europa.
- Het grootste museum in Noorwegen voor moderne en hedendaagse kunst, het Henie Onstad kunstsenter, is te vinden in Bærum vlak bij Oslo.

## Verkeer en vervoer
In deze provincie is Gardermoen, het hoofdvliegveld van Noorwegen, gelegen. Ook de hoofdroutes van Norges Statsbaner (NSB) van en naar Oslo en twee van de drukste verkeersaders (de E6 en de E18) lopen door Akershus.

### Wegverkeer

#### Europese weg 6 (E6)
De E6 loopt door de provincie van Bjørndal bij de grens met Østfold in het zuiden tot Morskogen bij de grens met Hedmark in het noorden, een afstand van ongeveer 95 km.
Ook gaat de E6 door de provincie, tevens stad Oslo, passeert Lillestrøm, Kløfta, Jessheim (Gardermoen Airport), Eidsvoll en Minnesund.

#### Europese weg 18 (E18)
De E18 kruist Akershus, maar passeert ook de provincie Oslo. De E18 komt de provincie binnen bij Reitvet bij de grens met Østfold in het zuidoosten tot Kolbotn waar de weg over op het grondgebied van de provincie Oslo, gaat tot aan Lysaker waar hij weer in Akershus doorgaat tot aan Engelsrud bij de grens met Buskerud in het zuidwesten, een afstand van totaal ongeveer 45 km.
De E18 passeert Ski, Vinterbro en Kolbotn, gaat door de provincie, tevens stad Oslo, passeert Sandvika en Asker.
Sinds de opening van de Oslofjordtunnel in 2000 een verbinding die het mogelijk maakt om Oslo te vermijden.

### Spoorweg
In Oslo ligt het hoofdknooppunt voor Norges Statsbaner (NSB). Er lopen zeven verbindingen door Akershus:
- Drammensbanen
- Flytoget
- Gardermobanen
- Hovedbanen
- Kongsvingerbanen
- Vestfoldbanen
- Østfoldbanen

### Luchtverkeer
Gardermoen (IATA-code OSL) bij Jessheim, is het hoofdvliegveld van Noorwegen. Het werd in gebruik genomen op 8 oktober 1998 en nam vanaf die dag het verkeer over van Fornebu. Het terminalgebouw heeft 1 pier, maar kan worden uitgebreid met een tweede. Het vliegveld beslaat totaal een oppervlak van 13 km² en heeft twee parallelle start- en landingsbanen, 76 opstelplaatsen voor vliegtuigen en wordt gebruikt door ongeveer 30 vliegmaatschappijen naast charterverkeer. In 2004 landden en vertrokken vliegtuigen hier 187.000 keer en reisden 14.865.460 mensen via dit vliegveld.
De nationale routes tussen Gardermoen en Bergen, Trondheim en Stavanger behoren, naast de internationale routes naar Kopenhagen, Stockholm en Londen, tot de drukste in Europa.
Het vliegveld is bereikbaar per sneltrein, bus en auto.

## Het wapen
Het wapen werd aangenomen bij koninklijk besluit van 11 december 1987. Het is getekend door Finn Fagerli en wordt beschreven als in een blauw veld een zilveren trapgevel. De trapgevel is gekozen als herinnering aan het kasteel van Akershus, waarnaar deze provincie vernoemd is en de geschiedenis die deze heeft als bestuurlijk centrum.

## De provinciale bloem

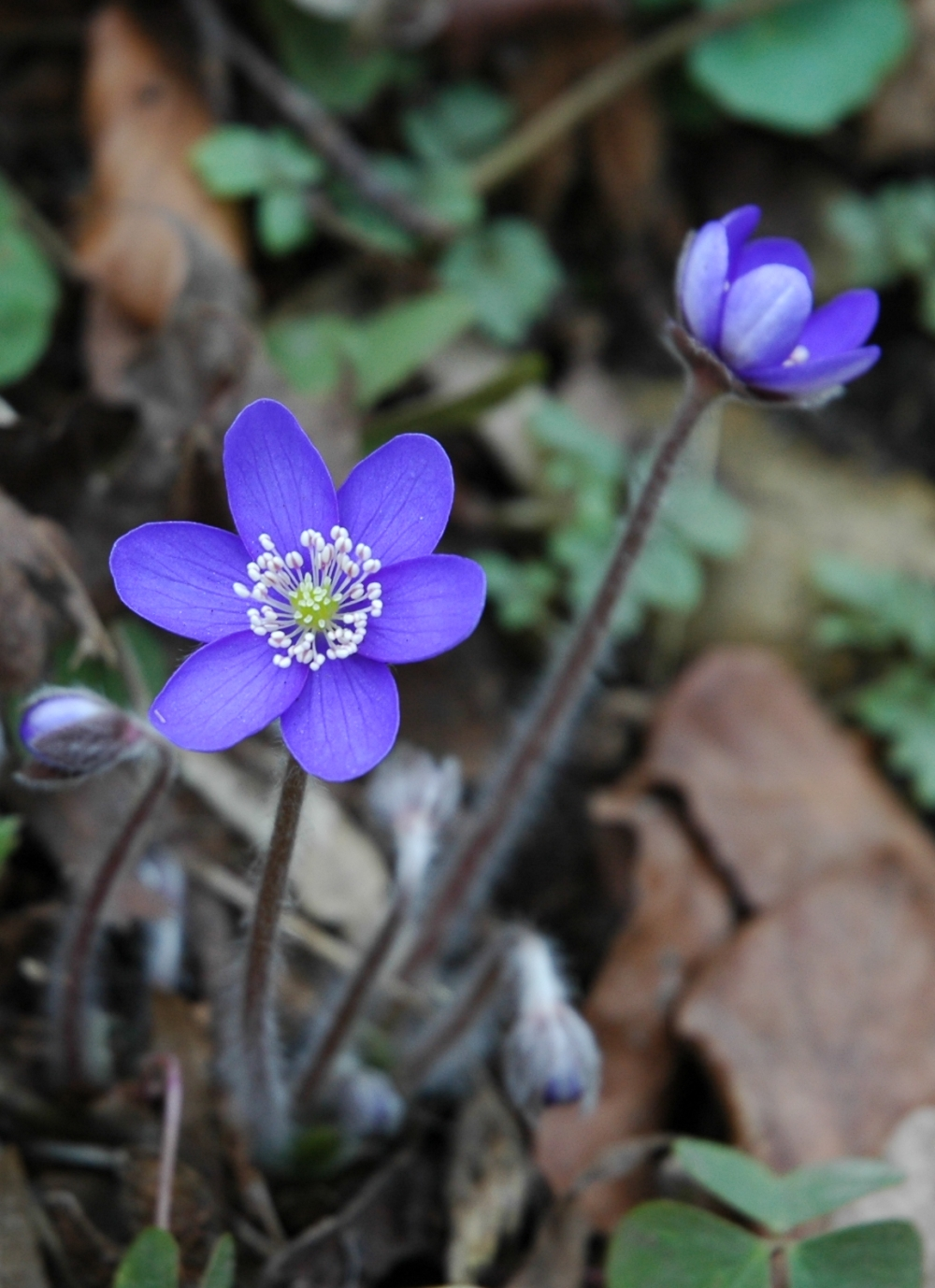
Leverbloempje

Het Leverbloempje (Hepatica nobilis), in het Noors Blåveis, is sinds 1997 een van de symbolen van Akershus. In Noorwegen is dit een beschermde soort. Er is geen historische achtergrond hiervoor, anders dan dat in 1987 professor Olav Gjærevoll (toenmalig leider van de Noorse Botanische Vereniging) het initiatief nam om dit te reguleren voor alle provincies. Over het algemeen werden er bloemen/planten gekozen die typisch (of uniek) zijn voor hun provincie.